# Wash
«Wash» es una canción de Pearl Jam que apareció originalmente como lado B del sencillo Alive. Aparece tanto en el CD promocional como en las versiones comerciales en CD, casete y Vinil. Además aparecería como una canción extra en la versión Europea del álbum "Ten", lanzada en 1992.
«Wash» fue una de las canciones excluidas de "Ten", a pesar de haber sido una de las primeras canciones que escribieron como grupo. De acuerdo con el guitarrista Stone Gossard, la escribieron de forma instantánea.
«Wash» también aparecería en la colección de rarezas de Pearl Jam, Lost Dogs, en 2003, si bien la versión de este álbum es completamente distinta a la del lado B.